# المشاف
المشاف یک منطقهٔ مسکونی در قطر است که در شهرداری الوکره واقع شده‌است. المشاف ۶ متر بالاتر از سطح دریا واقع شده‌است.